# Luigi Li Gotti
Luigi Li Gotti (Mesoraca, 23 maggio 1947) è un avvocato e politico italiano, conosciuto per essere stato difensore di noti pentiti quali Tommaso Buscetta, Totuccio Contorno, Giovanni Brusca, Francesco Marino Mannoia e Gaspare Mutolo.

## Biografia
Nato a Mesoraca, in provincia di Crotone, vive con la famiglia a Roma dagli anni '70, dove si è laureato in giurisprudenza ed esercita l'attività forense. È stato avvocato di parte civile nel processo per la strage di Piazza Fontana, ha rappresentato i familiari del maresciallo Oreste Leonardi nel processo sul caso Moro, ha tutelato la famiglia del commissario Luigi Calabresi nel lungo iter processuale relativo al suo omicidio, ha difesonel processo per i fatti della scuola Diaz nel G8 del 2001 a Genova, ha partecipato ai processi per la strage di Capaci, quella di via D'Amelio e quella di via dei Georgofili.

### Attività politica
A Crotone, Luigi Li Gotti ha cominciato a fare politica alla fine degli anni sessanta nelle organizzazioni giovanili del Movimento Sociale Italiano, partito del quale è diventato poi segretario di federazione e che ha rappresentato in Consiglio comunale dal 1972 al 1977. Dopo una più che trentennale militanza a destra, nel 1998 esce da Alleanza Nazionale e nel 2002 passa all'Italia dei Valori, del cui dipartimento giustizia diventa responsabile.
Dal 18 maggio del 2006 alla caduta del secondo governo Prodi, è stato sottosegretario alla Giustizia. Con il decreto ministeriale del 31 maggio dello stesso anno è stato delegato alla trattazione degli affari di competenza del Dipartimento per gli affari di giustizia, relativamente alla Direzione generale della giustizia penale, e alla trattazione degli affari di competenza del Dipartimento dell'organizzazione giudiziaria, del personale e dei servizi, relativamente alla Direzione generale del personale e della formazione.
Alle elezioni politiche del 2008 è stato eletto senatore nelle liste dell'Italia dei Valori in Emilia-Romagna.
Tra il 2011 ed il 2012, come senatore, si è occupato molto di gioco d'azzardo e di dipendenze e ludopatie connesse. Nel gennaio del 2012 ha contestato la messa in onda di uno spot televisivo dell'AAMS che paragonava il gioco d'azzardo ; l'AAMS ha quindi bloccato lo spot; ha poi presentato un emendamento per cambiare il regime fiscale imposto agli operatori di gioco online del Paese, al fine di usare la tassazione del gioco d'azzardo come risorsa per risanare le casse dello Stato italiano.
Molte sono le iniziative di legge per le quali è stato incaricato a seguire i lavori in Parlamento come membro dell'esecutivo del suo partito,  Tra le tante:
- il disegno di legge (ddl) in materia di violenza sessuale e omofoba;
- il ddl sulla disciplina processuale del prelievo del profilo genetico la banca dati del DNA.
- il ddl sulla istituzione e regolamentazione processuale delle squadre investigative internazionali;
- il ddl contenente le norme acceleratorie del processo penale, di modifica della prescrizione e della recidiva;
- il provvedimento sulla repressione del reato di traffico di esseri umani;
- il ddl sulla disciplina processuale delle intercettazioni telefoniche e ambientali;
- il ddl sulla materia dei delitti contro l'ambiente;
- il ddl sui crimini informatici;
- il ddl sulla corte penale internazionale;
- il ddl sulla prevenzione e repressione dei reati in occasione delle competizioni sportive;
- il progetto di legge sull'istituzione dell'ufficio per il processo e la riqualificazione del personale amministrativo della giustizia.

### Apparizioni televisive
Il 6 gennaio 2022 Luigi Li Gotti, in qualità di avvocato difensore del pentito Brusca, porta il suo contributo nel talk show di Massimo Giletti Non è l'Arena su La7. In occasione di una puntata speciale dedicata all'argomento Cosa nostra, condivide con il pubblico alcune riflessioni personali sulla decennale leadership mafiosa di Totò Riina e la politica nazionale che lo avrebbe appoggiato.